# Wjatscheslaw Sergejewitsch Nasarow
Wjatscheslaw Sergejewitsch Nasarow (russisch Вячеслав Сергеевич Назаров; englische Transkription: Vyatcheslav Sergeyevich Nazarov; *  3. Juni 1952 in Ufa; † 2. Januar 1996 in Denver) war ein russischer Jazzposaunist und Sänger.

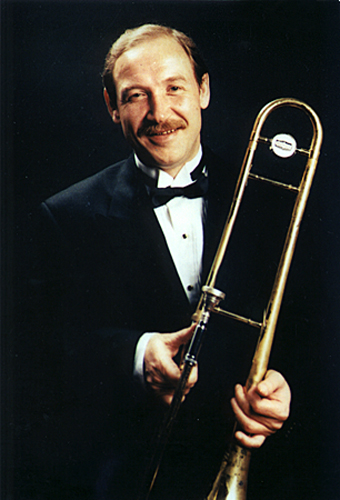
Wjatscheslaw Nasarow

Nasarow besuchte die Militärmusikschule und Musikschule in Ufa und begann mit sechzehn Jahren in sowjetischen Jazzbands zu spielen. 1977 spielte er in der Band KADANS von German Lukjanow und 1983 war er Solist im Orchester Oleg Lundstrem. 1989 war er im Ensemble Allegro von Nikolai Lewinowski und in eigenen Bands. Er spielte neben seinem Hauptinstrument auch Klavier.
Unter eigenem Namen nahm er 1985 Live in seinem Trio und 1987 mit seinem Quartett vom Leningrad Jazz Festival auf und mit dem gemeinsamen Quintett mit dem Tenorsaxophonisten Wjatscheslaw Preobraschenski (Viatcheslav Preobrazhensky) (bei Melodia 1990) sowie mit dem Orchester Oleg Lundstrem, mit Lewinowski und den Bands Kadans und Allegro. In der Sowjetunion galt er in den 1980er Jahren als einer der führenden Jazzposaunisten.
1990 ging er in die USA, wo er in New York und Denver spielte, unter anderem mit Modern-Jazz-Musikern wie Lew Tabackin, Benny Golson und dem schon in den 1970ern in die USA gewechselten Valery Ponomarev, aber auch in Zusammenhang mit Mainstream und Traditional-Jazz-Musikern wie Carl Fontana. 1995 spielte er auf dem JVC Jazz Festival in der Avery Fisher Hall in New York. Er ließ sich in Denver nieder und starb bei der Rückkehr von Auftritten in New York und Connecticut über die Weihnachtstage bei einem Autounfall.